# Dídac Vilà
Dídac Vilà Rosselló (Mataró, provincia de Barcelona, España, 9 de junio de 1989), conocido deportivamente como Dídac, es un futbolista español que juega de defensa.

## Trayectoria
Fue formado desde cadete en las categorías inferiores del R. C. D. Espanyol, en las que recaló desde un pequeño club de la ciudad de Mataró.
A principios de 2008 el Inter de Milán estuvo muy interesado en el españolista para incorporarlo a su filial pero fue convocado por Tintín Márquez para ser un habitual en los entrenamientos del primer equipo y decidió quedarse en el cuadro perico. Más tarde en 2009 haría la pretemporada con el primer equipo y fue un fijo en las convocatorias de Mauricio Pochettino compartiendo con el filial.
El 27 de enero de 2011 fichó por el A. C. Milan italiano, por una suma aproximada de 4 000 000 €. El 31 de mayo se confirma su vuelta cedido para la temporada 2011-12 al R. C. D. Espanyol al no contar con oportunidades en el equipo rossonero. 
Al comienzo de la campaña 2012-13, el A. C. Milan acordó la transferencia del jugador al Valencia C. F. en calidad de cedido con opción de compra permanente al finalizar la temporada, pero el acuerdo se frustró tras los pertinentes reconocimientos médicos requeridos por una pubalgia.
En junio de 2013 se acordó su préstamo al Real Betis Balompié que se reservaba una opción de compra de 2 000 000 € por jugador. Tras el descenso del Betis, fue cedido a la S. D. Eibar, equipo recién ascendido a la Primera División de España
En agosto de 2015 fichó por el AEK de Atenas, con el que se proclamó campeón de la Copa griega ganando 2-1 al Olympiakos.
En agosto de 2017 volvió al R. C. D. Espanyol. Después de cinco años puso fin a su tercera etapa en el club. Se marchó en junio de 2022 tras finalizar su contrato y habiendo disputado 192 partidos con la camiseta blanquiazul.

## Selección nacional
Ha sido internacional con las categorías sub-19, sub-20 y sub-21 de la selección española.

## Clubes
| Club                         | País   | Año       | Partidos | Goles |
| ---------------------------- | ------ | --------- | -------- | ----- |
| R. C. D. Espanyol "B"        | España | 2008-2010 | 11       | 0     |
| R. C. D. Espanyol            | España | 2009-2011 | 28       | 0     |
| A. C. Milan                  | Italia | 2011-2015 | 1        | 0     |
| R. C. D. Espanyol (cedido)   | España | 2011-2012 | 42       | 3     |
| Real Betis Balompié (cedido) | España | 2013-2014 | 20       | 1     |
| S. D. Eibar (cedido)         | España | 2014-2015 | 16       | 0     |
| AEK F. C.                    | Grecia | 2015-2017 | 73       | 3     |
| R. C. D. Espanyol            | España | 2017-2022 | 122      | 1     |

## Palmarés

### Títulos nacionales
| Título                     | Club              | País   | Año  |
| -------------------------- | ----------------- | ------ | ---- |
| Serie A                    | A. C. Milan       | Italia | 2011 |
| Copa de Grecia             | AEK F. C.         | Grecia | 2016 |
| Segunda División de España | R. C. D. Espanyol | España | 2021 |

### Títulos internacionales
| Título          | Club (*)      | País      | Año  |
| --------------- | ------------- | --------- | ---- |
| Eurocopa sub-21 | España sub-21 | Dinamarca | 2011 |

(*) Incluyendo la selección.